# Campeonato Mundial de Atletismo Júnior de 2010 - Arremesso de peso masculino
A prova do arremesso de peso masculino do Campeonato Mundial de Atletismo Júnior de 2010 ocorreu no dia 21 de julho em Moncton, no Canadá. 

## Recordes
Antes desta competição, os recordes mundiais e do campeonato nesta prova eram os seguintes:
|     | Nome           | Nacionalidade | Distância | Local    | Data                |
| --- | -------------- | ------------- | --------- | -------- | ------------------- |
| WJR | David Storl    | Alemanha      | 22.73 m   | Osterode | 14 de julho de 2009 |
| CR  | Edis Elkasević | Croácia       | 21.47 m   | Kingston | 16 de julho de 2002 |

## Medalhistas
| Ouro             | Prata                   | Bronze              |
| Jacko Gill (NZL) | Božidar Antunović (SRB) | Ding Yongheng (CHN) |

## Cronograma
Todos os horários são locais (UTC-4).
| Data        | Hora  | Evento       |
| ----------- | ----- | ------------ |
| 21 de julho | 09:10 | Qualificação |
| 21 de julho | 19:20 | Final        |

## Resultados

### Qualificação
A qualificação se iniciou no dia 21 de julho ás 09:10. 
Grupo A
| Posição | Atleta           | Nacionalidade  | Tentativas | Tentativas | Tentativas | Resultados | Notas                |
| Posição | Atleta           | Nacionalidade  | 1          | 2          | 3          | Resultados | Notas                |
| ------- | ---------------- | -------------- | ---------- | ---------- | ---------- | ---------- | -------------------- |
| 1       | Nicholas Vena    | Estados Unidos | 19.90      | -          | -          | 19.90      | Q                    |
| 2       | Li Meng          | China          | 19.36      | -          | -          | 19.36      | Q                    |
| 3       | Jacko Gill       | Nova Zelândia  | x          | x          | 19.28      | 19.28      | Q                    |
| 4       | Darlan Romani    | Brasil         | 17.41      | 18.65      | 18.98      | 18.98      | q                    |
| 5       | Frédéric Dagee   | França         | 18.30      | 18.87      | 17.89      | 18.87      | q                    |
| 6       | Marcel Bosler    | Alemanha       | 17.94      | x          | 18.87      | 18.87      | q                    |
| 7       | Tommaso Parolo   | Itália         | x          | 16.83      | 17.60      | 17.60      |                      |
| 8       | Ashinia Miller   | Jamaica        | 16.20      | 16.26      | 17.44      | 17.44      |                      |
| 9       | Andrew Welch     | Canadá         | 15.72      | 17.30      | x          | 17.30      |                      |
| 10      | Matthew Cowie    | Austrália      | 17.08      | 17.16      | 17.27      | 17.27      |                      |
| 11      | Maksim Afonin    | Rússia         | 17.09      | 16.80      | x          | 17.09      |                      |
| 12      | Luka Mustafic    | Croácia        | x          | 16.72      | 16.82      | 16.82      |                      |
| 13      | Martin Novák     | Chéquia        | x          | x          | x          | NM         |                      |
| 14      | Arwid Koskinen   | Suécia         | x          | x          | x          | NM         |                      |
| 15      | Jacek Wiśniewski | Polónia        | 17.97      | 18.66      | 19.09      | DSQ        | Regra 32.2 da IAAF q |

Grupo B
| Posição | Atleta               | Nacionalidade  | Tentativas | Tentativas | Tentativas | Resultados | Notas |
| Posição | Atleta               | Nacionalidade  | 1          | 2          | 3          | Resultados | Notas |
| ------- | -------------------- | -------------- | ---------- | ---------- | ---------- | ---------- | ----- |
| 1       | Ding Yongheng        | China          | 20.10      | -          | -          | 20.10      | Q     |
| 2       | Božidar Antunović    | Sérvia         | 19.43      | -          | -          | 19.43      | Q     |
| 3       | Hayden Baillio       | Estados Unidos | x          | 19.40      | -          | 19.40      | Q'    |
| 4       | Lukas Weisshaidinger | Áustria        | 18.93      | x          | x          | 18.93      | q     |
| 5       | Maksim Zakharenka    | Bielorrússia   | 18.76      | 18.90      | 18.25      | 18.90      | q     |
| 6       | Jakub Szyszkowski    | Polónia        | x          | 18.74      | 18.32      | 18.74      |       |
| 7       | Chad Wright          | Jamaica        | 17.69      | 17.76      | 18.33      | 18.33      |       |
| 8       | Daniele Secci        | Itália         | 18.25      | 17.69      | 18.03      | 18.25      |       |
| 9       | Francisco Belo       | Portugal       | 16.45      | 18.16      | x          | 18.16      |       |
| 10      | Tomas Walsh          | Nova Zelândia  | 17.92      | 16.85      | 17.63      | 17.92      |       |
| 11      | Ben Getemans         | Bulgária       | 17.01      | 17.73      | x          | 17.73      |       |
| 12      | Vitali Kuzmintshuk   | Israel         | 17.14      | 17.20      | 17.06      | 17.20      |       |
| 13      | Apostolos Tsakkistos | Chipre         | 15.98      | x          | 16.94      | 16.94      |       |
| 14      | Jorge García         | México         | 16.51      | x          | 16.18      | 16.51      |       |
| 15      | Daniel Ståhl         | Suécia         | x          | x          | 16.36      | 16.36      |       |

### Final
A prova final foi realizada no dia 21 de julho ás 19:20. 
| Posição           | Atleta               | Nacionalidade  | Tentativas | Tentativas | Tentativas | Tentativas | Tentativas | Tentativas | Resultados | Notas              |
| Posição           | Atleta               | Nacionalidade  | 1          | 2          | 3          | 4          | 5          | 6          | Resultados | Notas              |
| ----------------- | -------------------- | -------------- | ---------- | ---------- | ---------- | ---------- | ---------- | ---------- | ---------- | ------------------ |
| Medalha de ouro   | Jacko Gill           | Nova Zelândia  | 20.24      | 20.76      | 19.54      | x          | 19.45      | x          | 20.76      |                    |
| Medalha de prata  | Božidar Antunović    | Sérvia         | 19.90      | 19.87      | 19.64      | 20.20      | 20.16      | 20.10      | 20.20      |                    |
| Medalha de bronze | Ding Yongheng        | China          | 19.69      | 20.14      | x          | x          | 19.67      | x          | 20.14      |                    |
| 4                 | Nicholas Vena        | Estados Unidos | 19.05      | 19.54      | x          | 19.05      | x          | 19.72      | 19.72      |                    |
| 5                 | Li Meng              | China          | 18.65      | 18.66      | 19.17      | 18.95      | 18.91      | x          | 19.17      |                    |
| 6                 | Lukas Weisshaidinger | Áustria        | x          | 18.68      | x          | 18.62      | 19.03      | 18.95      | 19.03      |                    |
| 7                 | Darlan Romani        | Brasil         | 18.58      | 18.45      | 17.64      | 17.99      | x          | 18.49      | 18.58      |                    |
| 8                 | Frédéric Dagee       | França         | 18.26      | 18.49      | 18.41      | 18.09      | x          | x          | 18.49      |                    |
|                   |                      |                |            |            |            |            |            |            |            |                    |
| 9                 | Marcel Bosler        | Alemanha       | 15.19      | x          | 18.45      |            |            |            | 18.45      |                    |
| 10                | Maksim Zakharenka    | Bielorrússia   | 18.44      | 18.19      | 18.42      |            |            |            | 18.44      |                    |
| 11                | Hayden Baillio       | Estados Unidos | x          | x          | x          |            |            |            | NM         |                    |
| 12                | Jacek Wiśniewski     | Polónia        | x          | 17.95      | 17.69      |            |            |            | DSQ        | Regra 32.2 da IAAF |

Legenda
| Recorde mundial       | Recorde mundial (World record)               |                       | Recorde africano                      | Recorde africano (African) |                                           | Q | Classificado por posição (Qualified) |
| Recorde do campeonato | Recorde do campeonato (Championship record)  | Recorde da América    | Recorde da América (Americas)         | q                          | Classificado por melhor tempo (Qualified) |   |                                      |
| Melhor marca do ano   | Melhor marca do ano (World leading)          | Recorde asiático      | Recorde asiático (Asian)              | DNS                        | Não largou (Did not start)                |   |                                      |
| Recorde nacional      | Recorde nacional (National record)           | Recorde europeu       | Recorde europeu (European)            | DNF                        | Não terminou (Did not finish)             |   |                                      |
| Recorde pessoal       | Recorde pessoal do atleta (Personal best)    | Recorde da Oceania    | Recorde da Oceania (Oceania)          | DSQ / DQ                   | Desclassificado (Disqualified)            |   |                                      |
| Recorde da temporada  | Recorde da temporada do atleta (Season best) | Recorde sul-americano | Recorde sul-americano (South America) | NM                         | Sem marca (No mark)                       |   |                                      |